# Pavel Královec
Pavel Královec (Domažlice, 1977. augusztus 16. –) cseh nemzetközi labdarúgó-játékvezető.

## Pályafutása
Játékvezetésből 1993-ban Domažlicében vizsgázott. A Domažlicei járás labdarúgó-szövetsége által üzemeltetett bajnokságokban kezdte sportszolgálatát. A FAČR Játékvezető Bizottságának (JB) minősítésével a Fotbalová národní liga, majd 2002-től a Synot Liga játékvezetője. Az első cseh bíró, aki szabadrúgásnál használta a jelölő (labda, valamint a sorfal helyzete) sprayt. Küldési gyakorlat szerint rendszeres 4. bírói szolgálatot is végez. Synot Liga mérkőzéseinek száma: 212 (2003. május 18. – 2016. augusztus 6.). Vezetett kupadöntők száma: 1.
| Időpont            | Helyszín                                   | Mérkőzés típusa                 | Mérkőzés                          | Eredmény | Nézők száma |
| ------------------ | ------------------------------------------ | ------------------------------- | --------------------------------- | -------- | ----------- |
| 2003. május 18.    | Andruv stadion, Olomouc                    | első Synot Liga mérkőzése       | SK Sigma Olomouc–České Budějovice | 4 – 2    | 3688        |
| 2011. július 22.   | Struncovy Sady Stadion, Plzeň              | Cseh labdarúgó-szuperkupa döntő | FC Viktoria Plzeň–Mlada Boleslav  | 1 – 1    | 2 920       |
| 2016. augusztus 6. | Miroslav Valenta Stadion, Uherské Hradiště | utolsó Synot Liga mérkőzése     | 1. FC Slovácko–FK Dukla Praha     | 2 – 2    | 3652        |

A Cseh labdarúgó-szövetség JB terjesztette fel nemzetközi asszisztensnek, a Nemzetközi Labdarúgó-szövetség (FIFA) 2005-től tartja nyilván bírói keretében. A FIFA JB központi nyelvei közül a angolt és a németet beszéli. Az UEFA JB 2011-ben sorolta az elit kategóriába. Több nemzetek közötti válogatott (Labdarúgó-világbajnokság, Labdarúgó-Európa-bajnokság, Olimpiai játékok), valamint UEFA-kupa, Európa-liga és UEFA-bajnokok ligája klubmérkőzést vezetett. Tevékenykedett Cipruson és Katarban. A cseh nemzetközi játékvezetők rangsorában, a világbajnokság-Európa-bajnokság sorrendjében az első helyet foglalja el 16 találkozó szolgálatával. Európában a legtöbb válogatott mérkőzést vezetők rangsorában többed magával, 27 (2006. augusztus 15. – 2016. június 19.) találkozóval tartják nyilván. Vezetett kupadöntők száma: 1.
| Időpont             | Helyszín              | Mérkőzés típusa           | Mérkőzés         | Eredmény | Nézők száma |
| ------------------- | --------------------- | ------------------------- | ---------------- | -------- | ----------- |
| 2006. augusztus 15. | Petrol Stadion, Celje | első nemzetközi mérkőzése | Szlovénia–Izrael | 1 : 1    | 2 500       |

A 2010-es labdarúgó-világbajnokságon, valamint a 2014-es labdarúgó-világbajnokságon a FIFA JB játékvezetőként alkalmazta. 2012-ben a FIFA JB bejelentette, hogy a brazil labdarúgó-világbajnokság lehetséges játékvezetőinek átmeneti listájára jelölte. 2014. január 15-én a nyilvánosságra hozott 25 játékvezető között nem szerepelt a neve. Selejtező mérkőzéseket az UEFA zónában vezetett.
| Időpont             | Helyszín                  | Mérkőzés típusa                     | Mérkőzés              | Eredmény | Nézők száma |
| ------------------- | ------------------------- | ----------------------------------- | --------------------- | -------- | ----------- |
| 2008. szeptember 6. | Gradski Stadion, Szkopje  | (2010 vb) előselejtező (9. csoport) | Macedónia–Skócia      | 1 – 0    | 9 000       |
| 2009. szeptember 9. | Skonto Stadion, Riga      | (2010 vb) előselejtező (2. csoport) | Litvánia–Svájc        | 2 – 2    | 8 600       |
| 2012. október 13.   | Red Star Stadion, Belgrád | (2014 vb) előselejtező (A. csoport) | Szerbia–Belgium       | 0 – 3    | 21 650      |
| 2013. március 22.   | Nemzeti Stadion, Varsó    | (2014 vb) előselejtező (H. csoport) | Lengyelország–Ukrajna | 1 – 3    | 55 565      |

A 2011-es U17-es labdarúgó-világbajnokságon, illetve a 2013-as U17-es labdarúgó-világbajnokságon a FIFA JB játékvezetőként foglalkoztatta.
| Időpont           | Helyszín                         | Mérkőzés típusa              | Mérkőzés                                  | Eredmény | Nézők száma |
| ----------------- | -------------------------------- | ---------------------------- | ----------------------------------------- | -------- | ----------- |
| 2011. június 21.  | Universitario Stadion, Monterrey | csoportmérkőzés (B. csoport) | Jamaica–Argentína                         | 1 – 2    | 9 150       |
| 2011. június 24.  | Morelos Stadion, Morelia         | csoportmérkőzés (A. csoport) | Észak-Korea–Kongó                         | 1 – 1    | 14 206      |
| 2011. június 29.  | Omnilife Stadion, Guadalajara    | egyik nyolcaddöntő           | Brazília–Ecuador                          | 2 – 0    | 19 335      |
| 2011. július 4.   | Morelos Stadion, Morelia         | egyik negyeddöntő            | Németország–Anglia                        | 3 – 2    | 16 020      |
| 2013. október 19. | Al-Rashid Stadion, Dubaj         | csoportmérkőzés (E. csoport) | Irán–Argentin U17-es labdarúgó-válogatott | 1 – 1    | 5952        |
| 2013. október 24. | Városi Stadion, Sharjah          | csoportmérkőzés (C. csoport) | Marokkó–Panama                            | 4 – 2    | 5183        |
| 2013. október 28. | Városi Stadion, Sharjah          | egyik nyolcaddöntő           | Honduras–Üzbegisztán                      | 1 – 0    | 22 570      |

A 2005-ös U17-es labdarúgó-Európa-bajnokságon az UEFA JB hivatalnokként foglalkoztatta.
| Időpont         | Helyszín                              | Mérkőzés típusa | Mérkőzés                 | Eredmény |
| --------------- | ------------------------------------- | --------------- | ------------------------ | -------- |
| 2005. május 14. | Városi Stadion, Santa Croce sull'Arno | bronztalálkozó  | Olaszország–Horvátország | 2 – 1    |

A 2007-es U19-es labdarúgó-Európa-bajnokságon az UEFA JB bírói szolgálatra vette igénybe.
| Időpont          | Helyszín                         | Mérkőzés típusa              | Mérkőzés            | Eredmény |
| ---------------- | -------------------------------- | ---------------------------- | ------------------- | -------- |
| 2007. július 18. | Wald Stadion, Pasching           | csoportmérkőzés (B. csoport) | Oroszország–Szerbia | 2 – 6    |
| 2007. július 21. | Fill Metallbau Stadion, Halblech | csoportmérkőzés (A. csoport) | Portugália–Ausztria | 2 – 2    |

A 2008-as labdarúgó-Európa-bajnokságon, a 2012-es labdarúgó-Európa-bajnokságon, valamint a 2016-os labdarúgó-Európa-bajnokságon az UEFA JB játékvezetőként foglalkoztatta. 2012-ben a döntő tornán 4. (tartalék) bíróként volt jelen.
| Időpont             | Helyszín                           | Mérkőzés típusa                     | Mérkőzés                                  | Eredmény | Nézők száma |
| ------------------- | ---------------------------------- | ----------------------------------- | ----------------------------------------- | -------- | ----------- |
| 2007. június 2.     | Marcel Saupin Stadion, Nantes      | (2008 eb) előselejtező (A. csoport) | Kazahsztán–Örményország                   | 1 – 2    | 17 100      |
| 2007. október 17.   | GSP Stadion, Nicosia               | (2008 eb) előselejtező (C. csoport) | Moldova–Magyarország                      | 3 – 0    | 6 500       |
| 2010. szeptember 7. | Dinamo Stadion, Minszk             | (2012 eb) előselejtező (D. csoport) | Fehéroroszország–Románia                  | 0 – 0    | 26 354      |
| 2011. március 29.   | Şükrü Saraçoğlu Stadion, Isztambul | (2012 eb) előselejtező (A. csoport) | Törökország–Ausztria                      | 2 – 0    | 40 420      |
| 2011. szeptember 6. | St.Jakob Stadion, Bázel            | (2012 eb) előselejtező (G. csoport) | Svájci labdarúgó-válogatott–Bulgária      | 3 – 1    | 16 880      |
| 2014. szeptember 8. | Ernst Happel Stadion, Bécs         | (2016 eb) előselejtező (G. csoport) | Osztrák labdarúgó-válogatott–Svédország   | 1 – 1    | 48 500      |
| 2014. november 16.  | Baldvin király Stadion, Brüsszel   | (2016 eb) előselejtező (B. csoport) | Belga labdarúgó-válogatott–Wales          | 0 – 0    | 41 535      |
| 2015. március 27.   | Wembley Stadion, London            | (2016 eb) előselejtező (E. csoport) | Anglia–Litván labdarúgó-válogatott        | 4 – 0    | 83 671      |
| 2015. szeptember 5. | St. Jakob-Park, Bazel              | (2016 eb) előselejtező (E. csoport) | Svájci labdarúgó-válogatott–Szlovénia     | 3 – 2    | 25 750      |
| 2015. október 11.   | Red Bull Arena, Lipcse             | (2016 eb) előselejtező (D. csoport) | Németország–Grúzia                        | 2 – 1    | 43 630      |
| 2016. június 16.    | Parc Olympique Lyonnais, Lyon      | csoportmérkőzés (C. csoport)        | Ukrán labdarúgó-válogatott–Észak-Írország | 0 – 2    | 51 043      |
| 2016. június 19.    | Parc Olympique Lyonnais, Lyon      | csoportmérkőzés (A. csoport)        | Román labdarúgó-válogatott–Albánia        | 0 – 1    | 49 752      |

A 2012. évi nyári olimpiai játékokon a FIFA JB bírói szolgálatra alkalmazta.
| Időpont            | Helyszín                         | Mérkőzés típusa              | Mérkőzés           | Eredmény | Nézők száma |
| ------------------ | -------------------------------- | ---------------------------- | ------------------ | -------- | ----------- |
| 2012. augusztus 1. | Wembley Stadion, London          | csoportmérkőzés (B. csoport) | Dél-Korea–Gabon    | 0 – 0    | 76 927      |
| 2012. július 26.   | Hampden Park Stadion, Glasgow    | csoportmérkőzés (D. csoport) | Honduras–Marokkó   | 2 – 2    | 23 421      |
| 2012. augusztus 7. | Old Trafford Stadion, Manchester | egyik elődöntő               | Dél-Korea–Brazília | 0 – 3    | 69 389      |

A Szlovák labdarúgó-szövetség felkérésére vezette a Szlovák labdarúgókupa döntőt.
| Időpont        | Helyszín                           | Mérkőzés típusa | Mérkőzés                        | Eredmény | Nézők száma |
| -------------- | ---------------------------------- | --------------- | ------------------------------- | -------- | ----------- |
| 2011. május 8. | Stiavnicky Stadion, Besztercebánya | döntő           | ŠK Slovan Bratislava–MŠK Žilina | 3 – 3    | 2653        |